# حاصب
موشک حاسب یک راکت توپخانه‌ایایرانی ۱۰۷ میلیمتری است که برگرفته از راکت‌انداز چندگانه چینی نوع ۶۳ ساخته و طراحی شده است. این موشک بر روی یک سامانه راکر پرتاب چندگانه (MLRS) ساخت شرکت حاصب با ریل دو چرخ ۱۲ لوله‌ای مشابه ریل راکت‌انداز چندگانه Type 63 نصب شده است. برد این موشک ۹. کیلومتر است و کلاهکی به وزن ۸ کیلوگرم دارد.

## کاربرد
این موشک نزد گروه‌های زیر مورد استفاده قرار گرفته است:
- ایران
- حزب‌الله لبنان